# Louise-Frédérique Schreuder
Louise-Frédérique Schreuder, född 1747, död 1780, var en fransk-nederländsk dansare. 
Hon var dotter till den nederländska skådespelaren Frederik Schreuder och den franska ballerinan Antoinette Malterre och liksom sina syskon, Françoise-Jacqueline, Jacques-François (1752-1832), Frédéric-Pierre (1758-?) och Louis-Frédéric (1760-1763) verksam i sina föräldrars franskspråkiga balett- och operasällskap ‘de kinderen van (mon)sieur Frederic’, som uppträdde vid Amsterdamse Schouwburg och turnerade Nederländerna 1759-1764. Hon spelade ofta pojkroller. Mellan 1764 och 1780 var hon engagerad vid Comédie Italienne i Paris, där hon uppnådde viss berömmelse. 